# Arthroleptis carquejai
Arthroleptis carquejai és una espècie de granota que viu a Angola.